# Pedrajas
Pedrajas es una localidad de la provincia de Soria, partido judicial de Soria, Comunidad Autónoma de Castilla y León, España. Este pueblo de la comarca de Soria, antiguo municipio, forma parte desde 1972 del municipio de Soria donde se integra como un barrio de la ciudad, de la que dista doce kilómetros.

## Historia
Los vestigios más antiguos se encuentran en los alrededores de la población, abrigos rupestres con pinturas similares a las del monte Valonsadero, de rasgos esquemáticos y cuyos autores fueron pastores seminómadas que habitaron estas tierras hacia el año 3000 a. C.
Los primeros datos escritos los encontramos en el censo de 1270 de Alfonso X donde aparece registrada como aldea dezmera (sometida al pago del diezmo) de la iglesia de la capital soriana de San Miguel de Montenegro.
Pedrajas figura en el censo de Pecheros de 1528 -elaborado bajo el reinado de Carlos I- encuadrada administrativamente en la Intendencia de Soria, dentro de esta en la Demarcación de Tierra de Soria, y a su vez dentro de esta en el Sexmo de Frentes. En este censo, en el que no se contaban eclesiásticos, hidalgos y nobles, se registra la existencia 13 pecheros, es decir unidades familiares que pagaban impuestos.
En el siglo XVIII el Catastro del Marqués de la Ensenada vuelve a aportar datos sobre Pedrajas, que contaba con 31 vecinos y 3 viudas, es decir, con 34 hogares o unidades familiares.
A la caída del Antiguo Régimen la localidad se constituye en municipio constitucional en la región de Castilla la Vieja, partido de Soria, que en el censo de 1842 contaba con 40 hogares y 170 habitantes. Entre el censo de 1857 y el anterior, crece el término del municipio porque incorpora a Toledillo y sus aproximadamente 50 habitantes, contando entonces con un total de 68 hogares y 294 habitantes.
En 1909 el número de habitantes ascendía a 312, y el pueblo contaba con escuela de ambos sexos; alcanzándose en el censo de 1910 el máximo histórico de población registrada, con 348 habitantes de derecho repartidos en 84 hogares. Pero a partir de la segunda mitad del siglo XX la localidad se fue despoblando, dentro del proceso general experimentado por toda la provincia.
En 1972 se extingue como término municipal propio y se integra con la categoría de barrio en el de la ciudad de Soria, de forma que figura por última vez en el censo de 1970, con 143 habitantes repartidos en solamente 39 unidades familiares, y a partir del censo de 1981 dejan de aparecer datos específicos del pueblo.
Desde el inicio del siglo XXI el pueblo se revitaliza, gracias a la mejora de las comunicaciones, con una tendencia al alza de su población y la rehabilitación de viviendas como segunda residencia. Particularmente relevantes resultan la construcción del Campo de Golf de Pedrajas (Club de Golf Soria) en 2003, así como la implementación a partir de 2006 del museo de esculturas al aire libre, que permite contemplar numerosas obras de arte contemporáneo a lo largo de las calles de la localidad.

## Geografía humana

### Demografía
| Gráfica de evolución demográfica de Pedrajas entre 1842 y 1970 |
| |
| Población de derecho según los censos de población del INE Población de hecho según los censos de población del INEEntre el censo de 1857 y el anterior, crece el término del municipio porque incorpora a 425109 (Toledillo) Entre el censo de 1981 y el anterior, este municipio desaparece porque se integra en el municipio 42173 (Soria) |

En el año 2000 contaba con 48 habitantes, concentrados en el núcleo principal, pasando a 68 en 2014.

## Lugares de interés
- Iglesia de  Santo Tomás Apóstol: reformada en el siglo XVIII a partir del primitivo edificio románico anterior. Es de nave rectangular rematada en ábside semicircular.

- Ermita de San Mateo: sencilla construcción realizada en mampostería, de una sola nave y tejado a cuatro aguas. Se rehabilitó en 1991 gracias a las aportaciones de los vecinos.

- Vía Crucis de piedra: compuesto por varias cruces realizadas en piedra arenisca en 1787 enlazando la iglesia parroquial con la ermita.

- Casa rectoral: junto a la iglesia se localiza este caserón con muros de sillería.

- Museo de esculturas al aire libre: por iniciativa de un vecino del pueblo y otros artistas que se han ido uniendo al proyecto, desde el año 2006.

- Campo de golf: en el año 2000 se construyó en lo que hasta entonces era la Dehesa de Pedrajas un campo de golf. Es de primera categoría, ocupa setenta hectáreas, tiene dieciocho hoyos y una zona de entrenamiento. La zona de entrenamiento cuenta con un campo de prácticas de más de 250 metros con 10 puestos cubiertos, tee de hierba y búnker. Además, cuenta con una zona de aproach y putting Green.[6]

## Fiestas
- Las Luminarias (enero sábado más próximo a San Antón)

- La Virgen de la Asunción (el 15 de agosto)

- San Mateo (septiembre)

- Santo Tomás (patronales 21 de diciembre)